# محوطه سالار خان ۲
محوطه سالار خان ۲ مربوط به کالکولیتیک و دوره سلجوقیان است و در شهرستان دره‌شهر، بخش مرکزی، دهستان زرین دشت، ۱۵۰۰ متری جنوب غرب روستای غلام آباد واقع شده و این اثر در تاریخ ۹ بهمن ۱۳۸۶ با شمارهٔ ثبت ۲۰۷۳۲ به‌عنوان یکی از آثار ملی ایران به ثبت رسیده است.